# Saint-Momelin
Saint-Momelin – miejscowość i gmina we Francji, w regionie Hauts-de-France, w departamencie Nord.
Według danych na rok 1990 gminę zamieszkiwało 389 osób, a gęstość zaludnienia wynosiła 65 osób/km² (wśród 1549 gmin regionu Nord-Pas-de-Calais Saint-Momelin plasuje się na 860. miejscu pod względem liczby ludności, natomiast pod względem powierzchni na miejscu 596.).